# 작은사탕수수쥐
작은사탕수수쥐(Thryonomys gregorianus)는 사탕수수쥐과에 속하는 설치류의 일종이다. 카메룬과 차드, 콩고민주공화국, 에티오피아, 케냐, 말라위, 남수단, 탄자니아, 우간다, 잠비아, 짐바브웨에서 발견되며, 모잠비크에서도 서식하는 것으로 추정하고 있다. 자연 서식지는 아열대 또는 열대 건조 기후의 관목 지대와 건조 저지대 초원 그리고 관목이 우거진 습지이다.

## 특징
작은사탕수수쥐의 몸길이는 약 38cm까지 자라며, 꼬리 길이는 몸길이의 약 1/4이다. 몸무게는 최대 7.5kg이고, 일반적으로 수컷이 암컷보다 크다. 털은 거칠고, 오히려 떳떳하며, 몸에 대해 평평하게 눕는다. 귀는 작고 털 속에 거의 감춰진다. 발은 길고, 기능적인 세 개의 발가락과 털이 없는 발바닥 그리고 강한 발톱을 갖고 있다. 등과 옆구리는 노란색이 감돌거나 회색빛의 갈색을 띠며, 하체 쪽은 회색빛 흰색이다. 꼬리는 다소 뻣뻣한 털과 비늘을 갖고 있으며, 윗쪽은 갈색 그리고 아랫쪽은 흰색을 띤다. 핵형은 2n = 40과 FN = 80을 갖는다.

## 분포 및 서식지
작은사탕수수쥐는 중앙아프리카와 동아프리카의 토착종으로 남아프리카의 좀더 북부 지역에서도 발견된다. 주 분포 지역은 수단 남부 지역, 우간다 전지역, 케냐 서부, 탄자니아, 잠비아, 말라위 그리고 짐바브웨지만, 일부 인근 국가에서도 간헐적으로 발견된다. 앞이 트이고 풀이 많은 시골 지역, 습지 변두리 그리고 산림 지역에서 발견되며, 루웬조리 산의 해발 2600m 고도에서 발견된 기록이 있다. 큰사탕수수쥐(Thryonomys swinderianus)와 거의 같은 지역에 분포하지만, 좀더 물가와 강기슭 그리고 호숫가에서 발견된다.

## 습성
작은사탕수수쥐는 야행성 동물로 주로 홀로 이동하며, 작은 무리를 지어 생활한다. 시력은 좋지 않지만, 청각은 예민하고 꿀꿀거리는 소리와 휘파람을 이용하여 다른 개체와 서로 의사 소통을 하고, 다른 종의 위협을 경고하기 위해 발을 밟을 수도 있다. 초식동물로 풀과 씨앗, 곡물, 열매 그리고 다른 식물을 먹는다. 코끼리풀(우간다수크령, Pennisetum purpureum)이 중요한 먹이의 하나지만, 편식하지 않고 땅콩과 옥수수, 고구마, 카사바 그리고 호박과 같은 곡물을 먹기도 한다.
우기에 번식을 하고 한 해에 두 번 새끼를 낳는다. 임신 기간은 약 3달이고, 한 번에 한 마리 또는 세 마리의 새끼를 낳는다. 성장이 빨라서, 태어난 지 얼마 지나지 움직일 수 있다. 암컷이 풀 속 둥지에 숨은 새끼를 방문하여 젖을 물린다. 약 1년이 지나면 성적으로 성숙해지고 수명은 3년으로 추정된다.

## 보전 상태
작은사탕수수쥐는 국제 자연 보전 연맹(IUCN)이 IUCN 적색 목록에서 "관심대상종"으로 분류하고 있다. 작은사탕수수쥐의 정확한 분포 지역과 개체수 추이는 알려져 있지 않지만, 상당히 흔한 종으로 특별한 위협 요인은 없다. 일부 분포 지역에서 부시미트(야생동물고기)로 먹는다.